# Соловьёв, Олег Викторович
Олег Викторович Соловьёв — советский пловец в ластах. Заслуженный Тренер России. Проживает в США. Тренер Наивысшей Категории США.

## Карьера
Занимался подводным плаванием в Новосибирске. Участник первого чемпионата мира. С чемпионата привёз две золотые и три серебряные медали.
После окончания карьеры спортсмена работал тренером сборной команды Советского Союза по скоростным видам подводного плавания. А позже выехал в США, где работал со сборной США по подводному плаванию. Воспитал трёх чемпионов США.
Его жена Ольга является обладателем нескольких действующих рекордов США.
В 1973 году закончил электромеханический факультет Новосибирского института инженеров водного транспорта.